# Léonidas de Rhodes
Pour les articles homonymes, voir Léonidas (homonymie).
Léonidas de Rhodes (grec ancien : Λεωνίδας Ῥόδιος) est un athlète grec du IIe siècle av. J.-C. originaire de Rhodes qui remporta douze couronnes olympiques.
Lors de quatre Jeux olympiques consécutifs, les 154e en 164, les 155e en 160, les 156e en 156 et les 157e en 152 av. J.-C., Léonidas réalisa le triplé des courses « courtes » : le stadion d'une longueur d'un stade (environ 192 m), le diaulos d'une longueur de deux stades (environ 384 m) et la course en armes (ὁπλίτης δρόμος / hoplítês drómos) d'une longueur de deux stades. Il est le seul athlète à avoir réalisé cet exploit, « triastès » (trois victoires lors des mêmes jeux) sur quatre jeux consécutifs,,,,.
Selon Pausanias, Léonidas de Rhodes était le plus célèbre des athlètes antiques. En plus de ses douze couronnes, il le crédite de deux autres victoires après avoir expliqué le système mis en place alors de séries éliminatoires pour le stadion,.
Philostrate d'Athènes qui avait dans son Gymnastikos (Sur la gymnastique) écrit un long développement sur les morphologies des athlètes, différentes en fonction des courses, constate qu'après les victoires de Léonidas de Rhodes, il n'est plus possible de faire ces distinctions,.
Malgré ses exploits, rien d'autre n'est connu de la vie de Léonidas de Rhodes.
Seul Michael Phelps, en natation et grâce aux multiples disciplines que les bassins permettent, a battu le record de Léonidas de Rhodes en 2016 aux JO de Rio en remportant 13 médailles d'or en épreuves individuelles en quatre éditions.

## Sources
- (en) Paul Christesen, Olympic Victor Lists and Ancient Greek History, New York, Cambridge University Press, 2007, 580 p. (ISBN 978-0-521-86634-7).
- Dion Chrysostome, Discours. (31, 136)
- Eusèbe de Césarée, Chronique, Livre I, 70-82. Lire en ligne.
- (en) Mark Golden, Sport in the Ancient World from A to Z, Londres, Routledge, 2004, 184 p. (ISBN 0-415-24881-7).
- (en) David Matz, Greek and Roman Sport : A Dictionnary of Athletes and Events from the Eighth Century B. C. to the Third Century A. D., Jefferson et Londres, McFarland & Company, 1991, 169 p. (ISBN 0-89950-558-9)
- (it) Luigi Moretti, « Olympionikai, i vincitori negli antichi agoni olimpici », Atti della Accademia Nazionale dei Lincei, vol. VIII,‎ 1959, p. 55-199.
- Pausanias, Description de la Grèce [détail des éditions] [lire en ligne] (6, 13, 4).
- Philostrate d'Athènes, Gymnastikos (Sur la gymnastique), 33.